# Lucanus thibetanus isak
Lucanus thibetanus isak es una subespecie de Lucanus thibetanus, coleóptero de la familia Lucanidae.

## Distribución geográfica
Habita en Birmania.